# Triphragmium filipendulae
Triphragmium filipendulae är en svampart som först beskrevs av Wilhelm Gottfried Lasch, och fick sitt nu gällande namn av Giovanni Passerini 1875. Triphragmium filipendulae ingår i släktet Triphragmium och familjen Raveneliaceae.   Inga underarter finns listade i Catalogue of Life.